# Hippolyte-Marie de La Celle
Hippolyte-Marie de La Celle (8. února 1863, Beaune-d'Allier – 27. srpna 1930) byl francouzský římskokatolický duchovní, biskup z Nancy a primas lotrinský.

## Život
Hippolyte-Marie de La Celle se narodil v únoru 1863 v Beaune-d'Allier (v regionu Auvergne-Rhône-Alpes). V roce 1886 byl vysvěcen na kněze pro moulinskou diecézi. Působil ve farní správě do prosince 1919, kdy byl papežem Benediktem XV. jmenován sídelním biskupem diecéze Nancy-Toul a primasem lotrinským. Na biskupa byl vysvěcen v únoru 1920. Hlavním světitelem byl Jean Baptiste Étienne Honoré Penon, biskup moulinský. Byl spoluzakladatelem Petites Servantes du Cœur de Jésus. Mons. de La Celle zemřel (patrně v Nancy) v srpnu 1930.